# A.K. Fernströms Granitindustrier

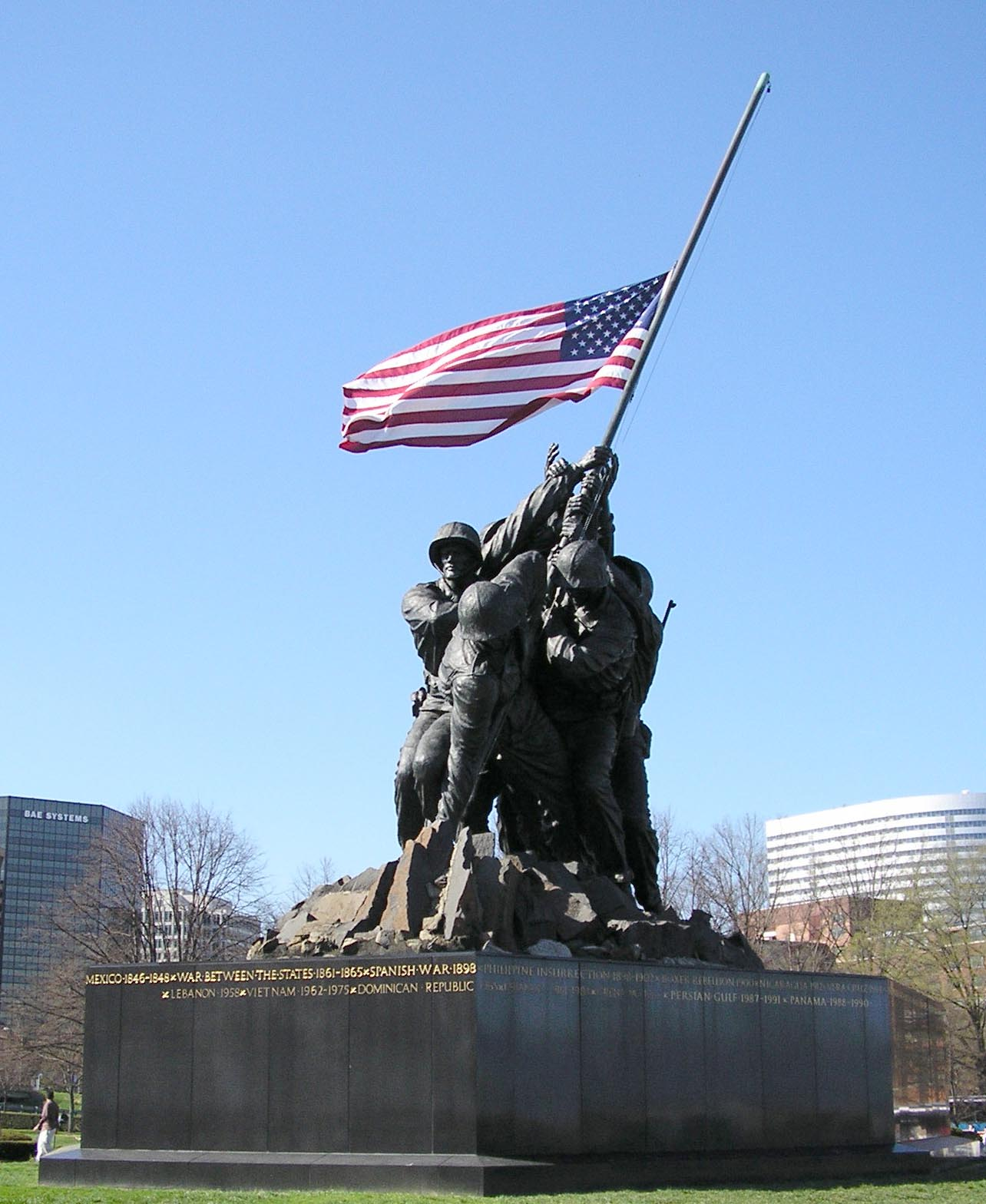
Sockeln till US Marine Corps War Memorial i USA har levererats av A.K. Fernströms Granitindustrier.

AB A.K. Fernströms Granitindustrier var ett svenskt stenindustriföretag i Karlshamn.
Företaget grundades 1885 av Alfred Kofoed Fernström (1859-1912) och bröt först kantsten i ett stenbrott på Sternö för export till Bornholm. Det fick ett genombrott med ett stort kontrakt för stora partier sten till det danska Middelgrundsfortet. Företaget expanderade med arrenderade stenbrott i Blekinge och södra Sverige i övrigt. Vid slutet av 1890-talet flyttade företaget till Karlshamn, där ett ståtligt huvudkontor byggdes 1894 vid Hamngatan.  
Fernströms bröt diabas i Hägghult från 1899 och också i Stora Björkeröd öster om Glimåkra. En industrijärnväg, lokalt kallad Grisabanan, anlades 1905 från Stora Björkeröd via Hägghult till Lönsboda. År 1904 kontrakterade han brytningsrättigheter på Blå Jungfrun och startade brytning av öns jungfrugranit framför allt till Tyskland. Detta ledde till motreaktioner från naturvänner, och 1925 friköpte Torsten Kreuger ön bland annat genom att kompensera Fernströms för dess lönsamma produktion där. Ön skänktes till staten, som inrättade Blå Jungfruns nationalpark 1926.
Tidigt i företagets historia  byggdes också upp en rederiverksamhet, med början med fartyg som transporterar sten. Vid Alfred Kofoed Fernströms död 1912 hade företaget 2.400 anställda. Ledningen övertogs av ingenjör Carl Fieber (1877-1933), som varit chef för lokalkontoret i Berlin och 1921 blev Tyska Rikets vicekonsul i Karlshamn. Änkefru Emma Fernström, f. Hammar (1871-1961) övertog ledningen efter Fieber. Sönerna Eric och Holger Fernström tog senare över, med Eric K. Fernström (1901-1985) som chef. Till slutet av 1920-talet hade företaget expanderat kraftigt. År 1929 hade det 489 stenbrott och knappt 16.000 anställda.
Fernströms köpte 1946 Förenade granitindustrier. År 1968 såldes A.K. Fernströms Granitindustrier till Investmentbolaget Skansen Lejonet i Göteborg. Eric K. Fernström kvarstod i bolagets ledning någon tid. Fernströms hade i en andra omgång efter andra världskriget byggt upp en rederirörelse med tank- och OBO-fartyg. Under oljekrisen på 1970-talet fram till 1977 såldes fartygen ut. Skansen Lejonet gick i konkurs som en följd av sjöfartskrisen för tankfartyg, varvid företaget 1978 köptes av Ingemar Petersson.
A.K. Fernströms Granitindustrier har levererat diabas från Hägghult för bland annat sockeln till krigsmonumentet US Marine Corps War Memorial i Arlington County utanför Washington D.C.. Fundamentet slipades och graverades på sliperiet på Sternö.